# Szerencs
Szerencs es una ciudad en el condado de Borsod-Abaúj-Zemplén, en el norte de Hungría. Se encuentra a 35 kilómetros de Miskolc, y a 205 kilómetros de Budapest. Tiene un total de 8 360 habitantes (2024).

## Historia
Szerencs se convirtió en una ciudad en la confluencia de la Gran Llanura y las montañas de Zemplén. Es el centro cultural y económico del sur de Hegyalja. Esta pequeña ciudad, con un extenso pasado histórico, se conoce como la Puerta de Hegyalja y se debe a que estuvo habitada en la antigüedad.
El primer registro escrito auténtico sobre Szerencs, con una antigüedad milenaria, data de un documento del siglo XIII. En 1241, aquí se alzaba el monasterio de los cruzados de la orden de San Juan, llamado «Szerencs-Abadía de los Apóstoles llamados San Pedro y San Pablo». Los documentos de finales del siglo XV se refieren al asentamiento como ciudad.
La parte más importante de la historia de la ciudad se puede relacionar con la época de Zsigmond Rákóczi, alrededor de los siglos XVI y XVII.
En 1605 se convocó el parlamento en Szerencs, e István Bocskai fue elegido gobernador de Transilvania.
Para celebrar este acontecimiento histórico el 20 de abril de cada año, desde 1998 se organizan las fiestas del “Día de la Ciudad de Szerencs”.
István Bocskai otorgó a Szerencs el estatus de ciudad real con importantes privilegios en 1606.
Dentro de la familia Rákóczi, el último señor del castillo de Szerencs fue Ferenc Rákóczi II. En el siglo XVIII, durante la era de María Teresa, el asentamiento comenzó a experimentar un lento desarrollo económico. Posteriormente, este desarrollo sufrió un declive repentino durante la reforma administrativa de 1876, y Szerencs pasó a ser declarada como pueblo grande, es decir, perdió su condición de ciudad medieval de mercado.
El establecimiento de industrias a finales del siglo XIX dio un nuevo ritmo al asentamiento.
La mayor fábrica de azúcar y refinería de Europa en aquella época se construyó aquí durante ocho meses en 1889. Además, la fábrica de chocolate se construyó en 1923, y sus productos dieron a conocer el nombre de Szerencs a nivel nacional. Entre las dos guerras mundiales, el asentamiento se desarrolló, pero no al ritmo acelerado anterior. Szerencs contaba con una población de 6 707 habitantes en 1930. Las fábricas, el laminador y la cantera proporcionaban un nivel de vida digno a sus habitantes.
Después de 1945, Szerencs se convirtió en el centro económico, cultural y administrativo del distrito y el desarrollo moderno del asentamiento comenzó en los años 60.
En 1984 el asentamiento se le devolvió el estatus de ciudad.
En el siglo XX, Szerencs se convirtió en una ciudad con un ambiente único gracias a procesos de urbanización arraigados en tradiciones históricas. La ciudad cuenta con múltiples instituciones educativas; entre ellas está la guardería, tres jardines de infancia, dos escuelas primarias y dos escuelas secundarias, que garantizan la socialización, el aprendizaje de oficios y la preparación para la educación superior de alto nivel para casi 3 000 niños y jóvenes.
En los últimos años, se han llevado a cabo varios desarrollos en la ciudad (la construcción de una piscina, la creación de un parque industrial y la creación de una ciudad floreciente). También se están realizando nuevos proyectos: un programa de construcción de bloques de viviendas, la construcción de un sistema de aguas pluviales y subterráneas, la modernización del centro de ambulancias existente, etc. El objetivo final es crear una pequeña ciudad de nivel europeo.

## Lugares de interés turístico
Castillo de Rákóczi: la historia del castillo, construido sobre las ruinas de una abadía benedictina, se remonta a la década de 1550. Durante la guerra contra los turcos, fue escenario de varias batallas. Entre 1586 y 1616 fue la residencia de la familia Rákóczi. En la segunda mitad del siglo XVIII, se demolieron tres torres del castillo interior, pero se conservó la torre sur. Tras la Guerra de la Independencia, liderada por Ferenc Rákóczi II, los nuevos terratenientes lo reconstruyeron como palacio, por lo que perdió sus características de castillo.
Aquí también se encuentran el Hotel Huszárvár, el Museo Zemplén y el Centro Cultural Municipal, que organiza diversos programas turísticos. Cada mes de junio se celebran las Jornadas de los Pequeños Productores de Hegyalja, con exposiciones de uva, concurso de vinos y programas folclóricos.
El Museo de la ciudad, a las afueras de Tokaj-Hegyalja, se inauguró en 1969. La exposición permanente del Museo Zemplén se puede visitar en seis salas de la primera planta. Las piezas se presentan en cuatro grupos. El más grande, distribuido en tres salas, se titula Historia de las Postales. Esta colección de postales sigue siendo la más grande de Hungría: se estima que cuenta con hasta 900 000 ejemplares.
La Iglesia Católica Romana, construida en estilo barroco en 1774, y la estatua de San Juan Nepomuceno situada frente a ella en la calle Rákóczi, tienen valor arquitectónico.
La antigua iglesia calvinista, construida en estilo gótico a finales del siglo XIII, también se encuentra en la calle Rákóczi. Zsigmond Rákóczi fue enterrado aquí en 1609. Su tumba de mármol rojo se puede ver en la nave.
La Iglesia greco-católica, en la calle Ondi, fue construida a principios del siglo XVIII.

## Ciudades hermanadas
Szerencs está hermanada con:
- Geisenheim, Alemania
- Hesperange, Luxemburgo
- Malchin, Alemania
- Miercurea Nirajului, Rumanía
- Podgora, Croacia
- Pułtusk, Polonia
- Rožňava, Eslovaquia